# Bases mutuellement impartiales
Dans la théorie de l'information quantique, les bases mutuellement impartiales dans l'espace de Hilbert Cd sont deux bases orthonormées {\displaystyle \{|e_{1}\rangle ,\dots ,|e_{d}\rangle \}} et {\displaystyle \{|f_{1}\rangle ,\dots ,|f_{d}\rangle \}}  tel que le carré de l'amplitude (en) du produit scalaire (en) entre tous les états de base {\displaystyle |e_{j}\rangle } et {\displaystyle |f_{k}\rangle } est l'inverse de la dimension d:
{\displaystyle |\langle e_{j}|f_{k}\rangle |^{2}={\frac {1}{d}},\quad \forall j,k\in \{1,\dots ,d\}.}
Donc, elles ne sont pas orthogonales.
Ces bases sont dites impartiales selon le sens suivant: si un système est établi dans un état appartenant à l'une des bases, alors tous les résultats de mesure avec une autre base se produiront avec les mêmes probabilités.

## Aperçu
La notion de bases mutuellement impartiales a d'abord été introduit par Schwinger en 1960, et la première personne à considérer des applications de bases mutuellement impartiales a été Ivanovic, avec le problème de la détermination de l'état quantique.
Un autre domaine où les bases mutuellement impartiales peuvent être appliquées est la distribution de clés quantique , plus précisément dans l'échange sécurisé de clés quantiques. Les bases mutuellement impartiales sont utilisées dans de nombreux protocoles puisque que le résultat est aléatoire quand une mesure est faite sur une base impartiale par rapport à celle dont l'état a été préparé, établi. Lorsque deux parties distantes partagent deux états quantiques non orthogonaux, les tentatives d'usurpation en les distinguant par des mesures affecteront le système, ce qui peut être détecté. Alors que de nombreux protocoles de cryptographie quantique se sont appuyés sur des technologies à 1 bit, l'utilisation d'états de plus grande dimension, tels que les qutrits, permet une meilleure sécurité contre l'écoute, l'usurpation. Ce qui motive l'étude des bases mutuellement impartiales dans des espaces de plus grande dimension.
D'autres utilisations de bases mutuellement impartiales incluent la reconstruction d'état quantique, les codes de correction d'erreur quantique,, la détection de l'intrication quantique,  et le dénommé "problème du roi",.

## Problème de l'existence
Soit {\displaystyle {\mathfrak {M}}(d)} le nombre maximum de bases mutuellement impartiales dans l'espace de Hilbert d-dimensionnelle Cd. C'est une question ouverte combien de bases mutuellement impartiales, {\displaystyle {\mathfrak {M}}(d)} on peut trouver dans Cd, avec d comme arbitraire.
En général, si
{\displaystyle d=p_{1}^{n_{1}}p_{2}^{n_{2}}\cdots p_{k}^{n_{k}}}
est la factorisation en puissance de nombres premiers de d, où
{\displaystyle p_{1}^{n_{1}}<p_{2}^{n_{2}}<\cdots <p_{k}^{n_{k}}}
le nombre maximal de bases mutuellement impartiales peut être construit et satisfait
{\displaystyle p_{1}^{n_{1}}+1\leq {\mathfrak {M}}(d)\leq d+1.}
Il en résulte que, si la dimension d'un espace de Hilbert d est une puissance entière d'un nombre premier, alors il est possible de trouver d + 1 bases mutuellement impartiales. Ceci peut être vu dans l'équation précédente, car la décomposition en nombres premiers de d est tout simplement {\displaystyle d=p^{n}}. Donc,
{\displaystyle {\mathfrak {M}}(p^{n})=p^{n}+1.}
Ainsi, le nombre maximum de bases mutuellement impartiales est connu lorsque d est une puissance entière d'un nombre premier, mais il n'est pas connu pour l’arbitraire d.

## Exemples d'ensembles de bases mutuellement impartiales

### Exemple pourd= 2
Les trois bases
{\displaystyle M_{0}=\left\{|0\rangle ,|1\rangle \right\}}
{\displaystyle M_{1}=\left\{{\frac {|0\rangle +|1\rangle }{\sqrt {2}}},{\frac {|0\rangle -|1\rangle }{\sqrt {2}}}\right\}}
{\displaystyle M_{2}=\left\{{\frac {|0\rangle +i|1\rangle }{\sqrt {2}}},{\frac {|0\rangle -i|1\rangle }{\sqrt {2}}}\right\}}
fournissent l'exemple le plus simple de bases mutuellement impartiales dans C2. Les bases ci-dessus sont composées des vecteurs propres du spin des matrices de Pauli {\displaystyle \sigma _{x},\sigma _{z}} et leur produit {\displaystyle \sigma _{x}\sigma _{z}}.

### Exemple pourd= 4
Pour d = 4, un exemple de d + 1 = 5 bases mutuellement impartiales où chaque base est notée Mj, 0 ≤ j ≤ 4, est donné comme suit :
{\displaystyle M_{0}=\left\{(1,0,0,0),(0,1,0,0),(0,0,1,0),(0,0,0,1)\right\}}
{\displaystyle M_{1}=\left\{{\frac {1}{2}}(1,1,1,1),{\frac {1}{2}}(1,1,-1,-1),{\frac {1}{2}}(1,-1,-1,1),{\frac {1}{2}}(1,-1,1,-1)\right\}}
{\displaystyle M_{2}=\left\{{\frac {1}{2}}(1,-1,-i,-i),{\frac {1}{2}}(1,-1,i,i),{\frac {1}{2}}(1,1,i,-i),{\frac {1}{2}}(1,1,-i,i)\right\}}
{\displaystyle M_{3}=\left\{{\frac {1}{2}}(1,-i,-i,-1),{\frac {1}{2}}(1,-i,i,1),{\frac {1}{2}}(1,i,i,-1),{\frac {1}{2}}(1,i,-i,1)\right\}}
{\displaystyle M_{4}=\left\{{\frac {1}{2}}(1,-i,-1,-i),{\frac {1}{2}}(1,-i,1,i),{\frac {1}{2}}(1,i,-1,i),{\frac {1}{2}}(1,i,1,-i)\right\}}

## Méthodes pour trouver des bases mutuellement impartiales

### La méthode duGroupe de Weyl
Soit {\displaystyle {\hat {X}}} et {\displaystyle {\hat {Z}}} deux opérateurs unitaires dans l'espace de Hilbert C,d tels que
{\displaystyle {\hat {Z}}{\hat {X}}=\omega {\hat {X}}{\hat {Z}}}
Pour des facteurs de phase {\displaystyle \omega }. Si {\displaystyle \omega } est une racine primitive de l'unité, par exemple {\displaystyle \omega \equiv e^{\frac {2\pi i}{d}}} alors les bases propres de {\displaystyle {\hat {X}}} et {\displaystyle {\hat {Z}}} sont mutuellement impartiales.
En choisissant la base propre de {\displaystyle {\hat {Z}}} comme, base standard , nous pouvons générer une autre base qui lui est mutuellement impartiale à l'aide de la matrice de Fourier. Les éléments de la matrice de Fourier sont donnés par
{\displaystyle F_{ab}=\omega ^{ab},0\leq a,b\leq N-1}
D'autres bases qui sont mutuellement impartiales à la fois par rapport à la base standard et de la base générée par la matrice de la transformée de Fourier peuvent être générées à l'aide des groupes de Weyl. La dimension de l'espace de Hilbert est importante lors de la génération des ensembles de bases mutuellement impartiales en utilisant des groupes de Weyl. Lorsque d est un nombre premier, les usuelles d + 1 bases mutuellement impartiales peuvent être générés à l'aide de groupes de Weyl. Lorsque d n'est pas un nombre premier, il est alors possible que le nombre maximal de bases mutuellement impartiales pouvant être générées à l'aide de cette méthode soit 3.

### Méthode des opérateurs unitaires utilisant deschamps finis(en)
Méthode des opérateurs unitaires utilisant des champs finis :
Lorsque d = p est premier, on définit les opérateurs unitaire {\displaystyle {\hat {X}}} et {\displaystyle {\hat {Z}}} par
{\displaystyle {\hat {X}}=\sum _{k=0}^{d-1}|k+1\rangle \langle k|}
{\displaystyle {\hat {Z}}=\sum _{k=0}^{d-1}\omega ^{k}|k\rangle \langle k|}
où {\displaystyle \{|k\rangle |0\leq j\leq d-1\}} est la base standard et {\displaystyle \omega =e^{\frac {2\pi i}{d}}} est une racine de l'unité.
Alors les bases propres des opérateurs d + 1 sont mutuellement impartiales:
{\displaystyle {\hat {X}},{\hat {Z}},{\hat {X}}{\hat {Z}},{\hat {X}}{\hat {Z}}^{2}...{\hat {X}}{\hat {Z}}^{d-1}}
Lorsque {\displaystyle d=p^{r}} est une puissance d'un nombre premier, nous utilisons le champ fini {\displaystyle \mathbb {F} _{d}} un ensemble maximal de d + 1 bases mutuellement impartiales. Nous étiquetons les éléments de la base de calcul de Cd en utilisant le champ fini:
{\displaystyle \{|a\rangle |a\in \mathbb {F} _{d}\}}.
Nous définissons les opérateurs {\displaystyle {\hat {X_{a}}}} and {\displaystyle {\hat {Z_{b}}}} de la manière suivante :
{\displaystyle {\hat {X_{a}}}=\sum _{c\in \mathbb {F} _{d}}|c+a\rangle \langle c|}
{\displaystyle {\hat {Z_{b}}}=\sum _{c\in \mathbb {F} _{d}}\chi (bc)|c\rangle \langle c|}
où
{\displaystyle \chi (\theta )=\exp \left[{\frac {2\pi i}{p}}\left(\theta +\theta ^{p}+\theta ^{p^{2}}+\cdots +\theta ^{p^{r-1}}\right)\right],}
est un caractère additif sur le champ de l'addition et de la multiplication dans les technologies clés génériques et de la {\displaystyle \chi (\cdot )} et c'est {\displaystyle \mathbb {F} _{d}}.
Ensuite, nous formons d + 1 ensembles d'opérateurs unitaires de commutations :
{\displaystyle \{{\hat {Z_{s}}}|s\in \mathbb {F} _{d}\}} et {\displaystyle \{{\hat {X_{s}}}{\hat {Z_{sr}}}|s\in \mathbb {F} _{d}\}} pour chaque {\displaystyle r\in \mathbb {F} _{d}}
Les bases propres communes des opérateurs d'un ensemble sont mutuellement impartiales par rapport à celles de tout autre ensemble. Nous avons donc d + 1 bases mutuellement impartiales.

### Méthode matricielle de Hadamard
Étant donné qu'une base dans un espace de Hilbert est la base standard, alors toutes les bases impartiales par rapport à cette base peuvent être représentées par les colonnes d'une matrice complexe de Hadamard multipliées par un facteur de normalisation. Pour d = 3 ces matrices auraient la forme
{\displaystyle U={\frac {1}{\sqrt {d}}}{\begin{bmatrix}1&1&1\\e^{i\phi _{10}}&e^{i\phi _{11}}&e^{i\phi _{12}}\\e^{i\phi _{20}}&e^{i\phi _{21}}&e^{i\phi _{22}}\end{bmatrix}}}
Le problème de trouver un ensemble de k+1 bases mutuellement impartiales correspond à la recherche de k matrices de Hadamard complexes impartiales.
Un exemple d'une famille de matrices de Hadamard à un paramètre dans un espace de Hilbert à 4 dimensions est {\displaystyle H_{4}(\phi )={\frac {1}{2}}{\begin{bmatrix}1&1&1&1\\1&e^{i\phi }&-1&-e^{i\phi }\\1&-1&1&-1\\1&-e^{i\phi }&-1&e^{i\phi }\end{bmatrix}}}

## Le problème de trouver un ensemble maximal de MUBs lorsqued= 6
La plus petite dimension qui n'est pas une puissance entière d'un nombre premier est d = 6. C'est aussi la plus petite dimension pour laquelle le nombre de bases mutuellement impartiales n'est pas connu. Les méthodes utilisées pour déterminer le nombre de bases mutuellement impartiales lorsque d est une puissance entière d'un nombre premier ne peuvent pas être utilisées dans ce cas. La recherche d'un ensemble de quatre bases mutuellement impartiales lorsque d = 6, à la fois par l'utilisation de matrices de Hadamard et des méthodes numériques, ont été infructueuses. La croyance générale est que le nombre maximum de bases mutuellement impartiales pour d = 6 est {\displaystyle {\mathfrak {M}}(6)=3}.

## Relations d'incertitude entropiques et MUBs
Il existe une caractérisation alternative des bases mutuellement impartiale qui les considère en termes de relations d'incertitude.
Les relations d'incertitude entropiques sont analogues au principe d'incertitude de Heisenberg, et Maassen et Uffink ont constaté que, pour les deux bases {\displaystyle B_{1}=\{|a_{i}\rangle _{i=1}^{d}\}} et {\displaystyle B_{2}=\{|b_{j}\rangle _{j=1}^{d}\}} :
où {\displaystyle c=\max |\langle a_{j}|b_{k}\rangle |} et {\displaystyle H_{B_{1}}} et {\displaystyle H_{B_{2}}} est l'entropie respective des bases {\displaystyle B_{1}} et {\displaystyle B_{2}} lors de la mesure d'un état donné.
Les relations d'incertitude entropiques sont souvent préférables au principe principe d'incertitude de Heisenberg, car elles ne sont pas formulées en termes d'état à mesurer, mais en termes de c.
Dans des scénarios tels que la distribution de clés quantique, nous nous efforçons de mesurer des bases telles que la connaissance complète d'un état par rapport à une base implique une connaissance minimale de l'état par rapport aux autres base. Ceci implique une forte entropie des résultats de mesure et nous les appelons donc fortes relations d'incertitude entropiques.
Pour deux bases, la limite inférieure de la relation d'incertitude est maximisée lorsque les bases mesurées sont impartiales, puisque les bases mutuellement impartiales sont au maximum incompatibles: le résultat d'une mesure dans une base impartiale dans laquelle l'état est préparé est complètement aléatoire. pour un espace de dimension d, nous avons :
{\displaystyle H_{B_{1}}+H_{B_{2}}\geq \log(d)}
pour toute paire de bases mutuellement impartiales {\displaystyle B_{1}} et {\displaystyle B_{2}}. Cette borne est optimale : Si on mesure l'état de l'une des bases le résultat a l'entropie 0 dans cette base et l'entropie {\displaystyle \log(d)} dans les autres.
Si la dimension de l'espace est une puissance de nombres premiers, on peut construire d + 1 MUBs, et ensuite il a été trouvé que
{\displaystyle \sum _{k=1}^{d+1}H_{B_{k}}\geq {\frac {d+1}{2}}\log \left({\frac {d+1}{2}}\right)}
ce qui est plus fort que la relation que nous obtiendrions en associant les ensembles et en utilisant ensuite l'équation de Maassen et de Uffink. Nous avons donc une caractérisation de d + 1 bases mutuellement impartiales comme celles pour lesquelles les relations d'incertitude sont les plus fortes.
Bien que le cas pour deux bases et pour d + 1 bases sont bien étudiés, on en sait très peu sur les relations d'incertitude pour des bases mutuellement impartiales dans d'autres circonstances.
Quand on considère plus de deux, et moins de {\displaystyle d+1} bases, on sait qu'il existe de grands ensembles de bases mutuellement impartiales qui présentent très peu d'incertitude. Cela signifie que le simple fait d'être mutuellement impartiale n'entraîne pas une grande incertitude, sauf lorsqu'on envisage des mesures sur seulement deux bases. Pourtant, il existe d'autres mesures qui sont très incertaines.

## Bases mutuellement impartiales dans les espaces de Hilbert de dimension infinie
Bien qu'il y ait eu des recherches sur des bases mutuellement impartiales dans l'espace de Hilbert de dimension infinie, leur existence reste une question ouverte. On suppose que, dans un espace de Hilbert continu, deux bases orthonormées {\displaystyle |\psi _{s}^{b}\rangle } et {\displaystyle |\psi _{s'}^{b'}\rangle } sont dites mutuellement impartiales si
{\displaystyle |\langle \psi _{s}^{b}|\psi _{s'}^{b'}\rangle |^{2}=k>0,s,s'\in \mathbb {R} }
Pour la position généralisée et les moments des états propres{\displaystyle |q\rangle ,q\in \mathbb {R} } et {\displaystyle |p\rangle ,p\in \mathbb {R} }, la valeur de k est
{\displaystyle |\langle q|p\rangle |^{2}={\frac {1}{2\pi \hbar }}}
L'existence de bases mutuellement impartiales dans un espace continu de Hilbert reste ouverte au débat, car des recherches supplémentaires sur leur existence sont nécessaires avant que des conclusions puissent être tirées.
Les états des positions {\displaystyle |q\rangle } et les états des moments {\displaystyle |p\rangle } sont des vecteurs propres des opérateurs Hermitien {\displaystyle {\hat {x}}} et {\displaystyle -i{\frac {\partial }{\partial x}}}, respectivement. Weigert et Wilkinson ont d'abord remarqué qu'une combinaison linéaire de ces opérateurs possède des bases propres, qui ont certaines caractéristiques typiques des bases mutuellement impartiales. Un opérateur {\displaystyle \alpha {\hat {x}}-i\beta {\frac {\partial }{\partial x}}} a des fonctions propres proportionnelles à {\displaystyle \exp(i(ax^{2}+bx))\,} avec {\displaystyle \alpha +2\beta a=0} et les valeurs propres correspondantes {\displaystyle b\beta }. Si nous paramétrons {\displaystyle \alpha } et {\displaystyle \beta } comme {\displaystyle \cos \theta } et {\displaystyle \sin \theta }, le chevauchement entre n'importe quel état propre de la combinaison linéaire et n'importe quel état propre de l'opérateur de position (les deux états normalisés au delta de Dirac) est constant, mais dépendant de {\displaystyle \beta }:
{\displaystyle |\langle x_{\theta }|x\rangle |^{2}={\frac {1}{2\pi |\sin \theta |}},}
où {\displaystyle |x\rangle } et {\displaystyle |x_{\theta }\rangle } représente les fonctions propres de {\displaystyle {\hat {x}}} et {\displaystyle \cos \theta {\hat {x}}-i\sin \theta {\frac {\partial }{\partial x}}}.